# Reallexikon der Assyriologie und Vorderasiatischen Archäologie
A Reallexikon der Assyriologie und Vorderasiatischen Archäologie (rövidítve RlA vagy RLA) német nyelvű enciklopédia az ékírásos kultúrák ismeretanyagának összegzése céljából. Címszavai a mezopotámiai és azt övező térségek (Mitanni, Hatti, Urartu) történelmével kapcsolatos fogalmak, nevek, adatok rövid összefoglalásai.
Az ötlet 1922-ben született, Bruno Meissnertől származik, aki 1922 és 1925 között jelentette meg a Reallexikon der Assyriology című enciklopédikus művét. Kiterjesztése sokáig váratott magára. 1938-ig 974 oldalt tettek közzé 35 német tudós munkája eredményeképp. Ekkor még csak egy olasz és egy szlovén származású szerző vett részt a munkában, akik azonban németül írtak. Csak 1950-ben Adam Falkenstein javaslatára kezdett nemzetközi jelleget ölteni a szerkesztőgárda, amely 1957-ben adta ki a harmadik kötetet az F betűtől kezdve. Dietz-Otto Edzard, aki már 1966 óta részt vett a munkában, 1972-től lett főszerkesztő, és haláláig, 2004-ig vezette a vállalkozást. 2005 óta Michael P. Streck a főszerkesztő. 1973-tól tizennégy ország vesz részt a munkában: Kanada, Csehszlovákia (ma Csehország), Németország, Anglia, Finnország, Franciaország, Hollandia, Irak, Olaszország, Jugoszlávia (ma Szerbia), Ausztria, Svédország, Svájc és a USA.
Az utolsó címszavak kiadását 2011-re tervezték, de a munka nem áll majd le, hiszen az először kiadott részek nagy mértékben elavultak már. A projekt pénzügyi helyzete folytán a zárókötet kiadását 2017-re halasztották, de végül 2018-ban jelent meg.

## Külső hivatkozások
- Bajor Tudományos Akadémia (német nyelven). (Hozzáférés: 2012. április 7.)[halott link]
- Gabriella Frantz-Szabó: Das Reallexikon der Assyriologie und Vorderasiatischen Archäologie – Zur Arbeitsmethodik und Geschichte Eines Interdisziplinären und Internationalen Forschungsprojektes (német nyelven). Német Tudományos Akadémia: Akadémiai publikációk (2003). [2007. október 4-i dátummal az eredetiből archiválva]. (Hozzáférés: 2010. augusztus 30.)